# 도쿠가와 나리아키

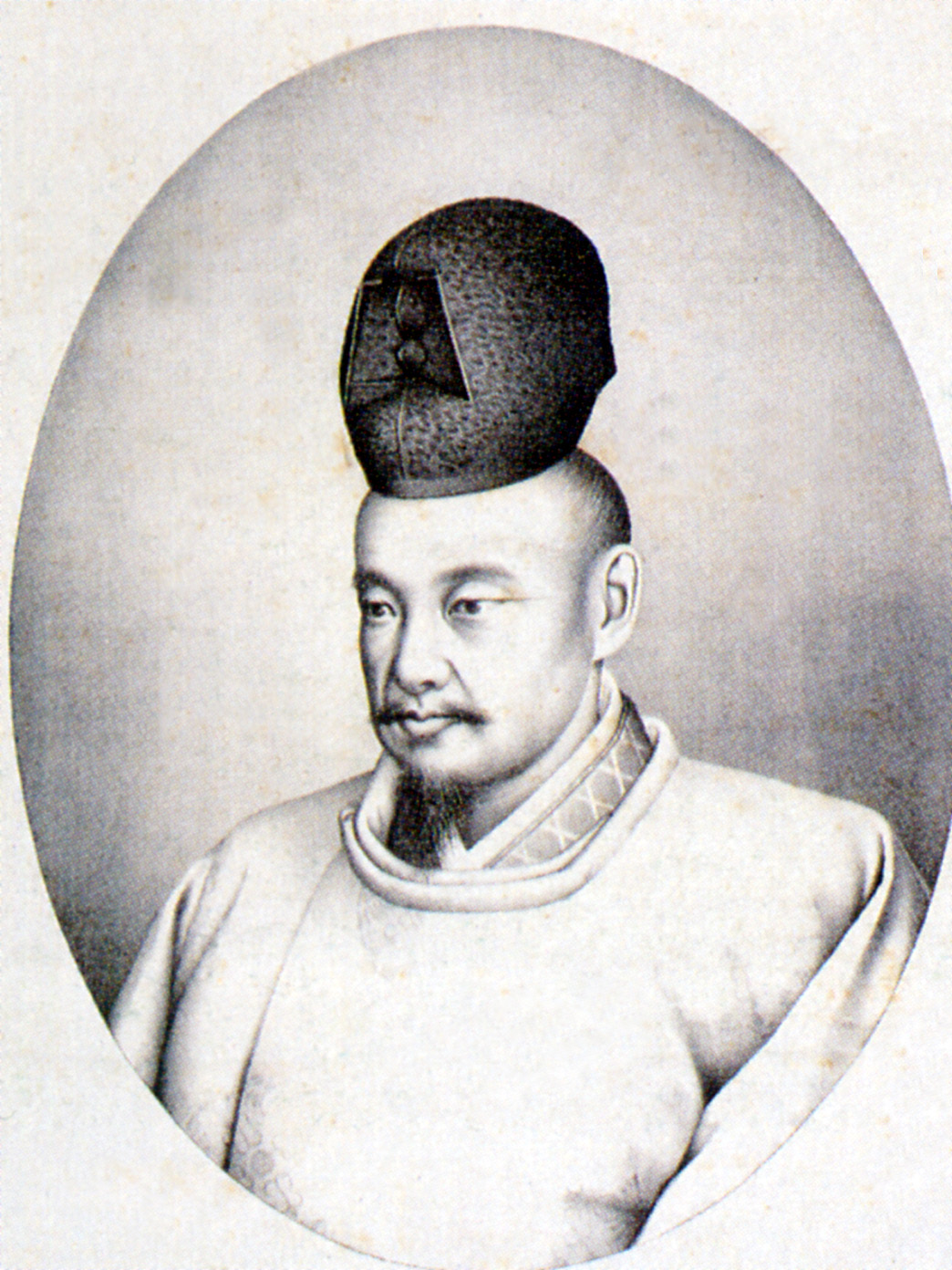
도쿠가와 나리아키

도쿠가와 나리아키(일본어: 徳川 斉昭, 1800년 4월 4일 ~ 1860년 9월 29일)는 미토번 제9대 번주이자 에도 막부 제15대 쇼군 도쿠가와 요시노부(徳川慶喜)의 친부이다. 자(字)는 자신(子信)이고 호(號)는 경산(景山), 잠룡각(潛龍閣).

## 일생
1800년 3월 11일 미토 번 제7대 번주 도쿠가와 하루토시의 셋째 아들로 태어났다. 어릴 때부터 아이자와 세이시사이 문하에서 미토가쿠(水戶學)을 배웠다. 1829년 맏형인 미토 번 제8대 번주 도쿠가와 나리노부의 뒤를 이어 제9대 번주가 된다. 아들인 히토쓰바시 요시노부를 쇼군 도쿠가와 이에사다(德川家定)의 후계자를 만들기 위해 노력했으나, 다이로인 이이 나오스케(井伊直弼)가 일으킨 안세이 대옥에 연루되어 가택연금 중 심근경색으로 사망했다.

## 인물·일화
- 시호인 烈公(열공)에서도 짐작이 가지만 거침없는 성격으로 난세를 헤쳐나가 살아남은 인물이었다.
- 나리아키를 싫어하는 이들도 많았다. 여색을 밝혀 형수인 미네히메(도쿠가와 이에나리의 딸)의 시녀인 가라하시(원래는 오오쿠의 시녀였다)까지 측실로 삼을 정도였다. 이 일의 영향으로 오오쿠의 여성들은 그를 싫어했고, 아들인 요시노부의 쇼군 계승에도 어려움을 주었다고 한다. 나리아키는 37명의 자녀를 두었지만 대부분이 다른 집안의 양자가 되어나 다른 가문으로 시집을 보냈다.
- 미토학파의 영향을 받아 개국에는 반대했지만, 서양 문물에는 흥미를 보였다고 한다.
- 인재가 부족했던 막말의 도쿠가와 가문에서 카리스마와 행동력을 겸비한 유일한 인물이었다고 한다. 그렇기에 그의 죽음은 막부의 큰 타격이었고, 그가 죽은 후 미토 번에는 내분이 일어나고 그가 발굴해낸 인재도 모두 자멸하게 된다.